# Chambord, Eure
 Chambord  là một xã thuộc tỉnh Eure trong vùng Normandie miền bắc nước Pháp.